# Coptops leucosticticus rusticus
Coptops leucosticticus rusticus es una subespecie de escarabajo longicornio del género Coptops, tribu Mesosini, subfamilia Lamiinae. Fue descrita científicamente por Gressitt en 1940.

## Descripción
Mide 16,5-24 milímetros de longitud.

## Distribución
Se distribuye por China.